# كلارنس توماس كامبل
كلارنس توماس كامبل هو مؤرخ وسياسي كندي، ولد في 27 ديسمبر 1843 في لندن في كندا، وتوفي بنفس المكان في 1922.